# سرخس جزيري
سرخس جزيري (الاسم العلمي: Polypodium insularum) هو نوع نباتي يتبع جنس السرخس من فصيلة السرخسية.